# Jean-Louis Borel
Jean-Louis Borel, född den 3 april 1819 i Fanjeaux, död den 20 februari 1884 i Versailles, var en fransk militär.
Borel kämpade under Mac-Mahon i Afrika, på Krim och i Italien samt blev 1867 överste. Han blev 1870 generalstabschef först vid Loirearmén, sedermera vid östra armén och 1871 vid Versaillesarmén. Sistnämnda år utnämndes han till divisionsgeneral och satt en tid i härorganisationskommittén. Åren 1877–1879 var han krigsminister och sedan chef för 3:e armékåren (med stationering i Rouen).